# Roger Lambrecht

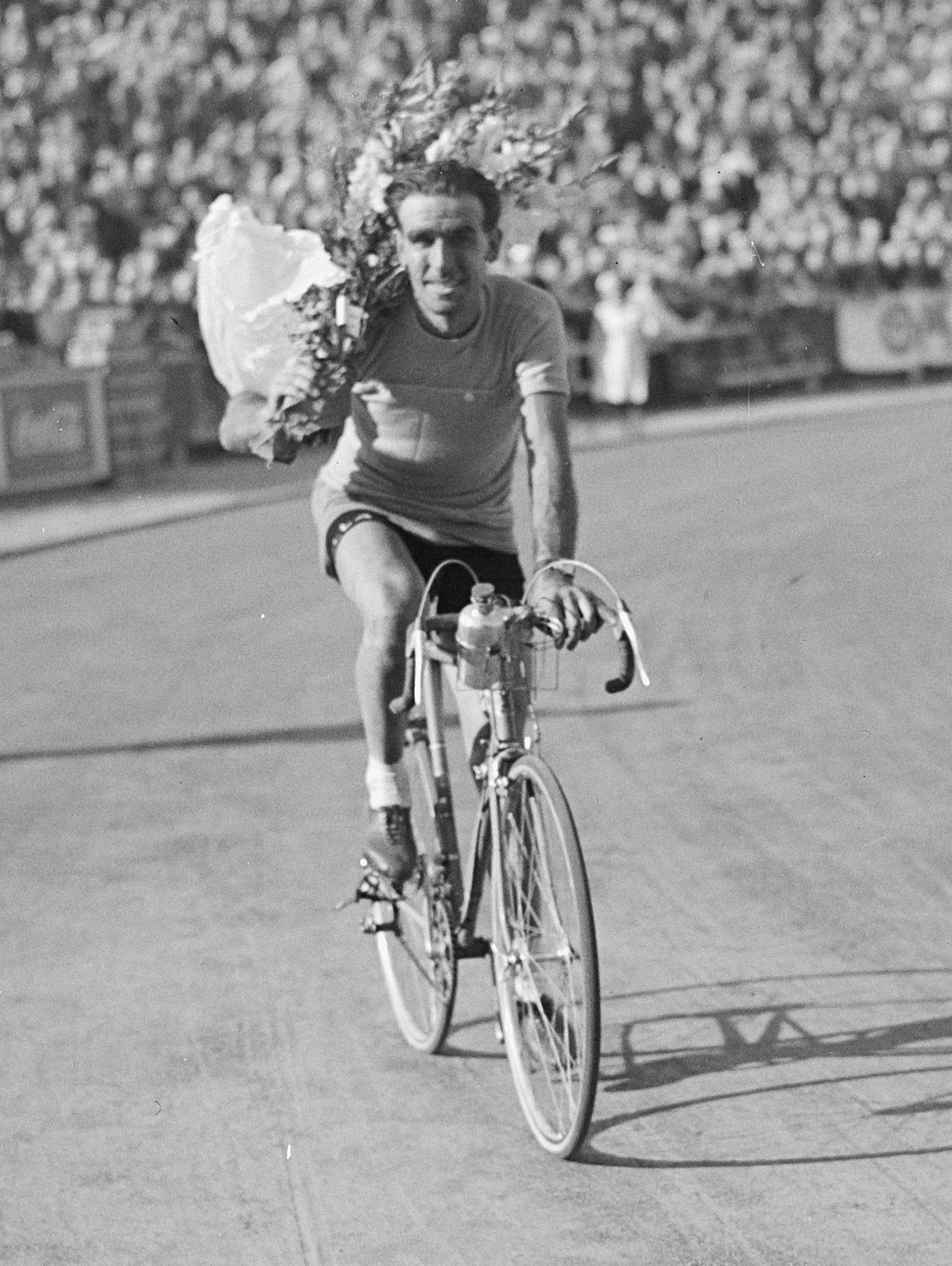
Roger Lambrecht in der Tour de France 1949

Roger Lambrecht (* 1. Januar 1916 in Sint-Joris-ten-Distel, Provinz Westflandern; † 4. August 1979 in Guipavas, Frankreich) ist ein ehemaliger belgischer Radrennfahrer.

## Sportliche Laufbahn
Von 1945 bis 1954 war er als Berufsfahrer aktiv. Seine bedeutendsten sportlichen Erfolge waren die Etappensiege in der Tour de France 1948 und 1949.
Sein erster wichtiger Sieg als Profi war der Gewinn des Boucles de l’Aulne 1946. 1947 wurde er Zweiter des Etappenrennens. In jener Saison gewann er Etappen in der Tour du Finistère und der Tour de l’Ouest. 1948 gewann er die 17. Etappe der Tour de France und das Eintagesrennen Dijon–Lyon. 1948 gewann er die Sonderwertung Souvenir Henri Desgrange bei der Tour de France. 1949 entschied er die 2. Etappe der Tour für sich, im Critérium du Dauphiné Libéré gewann er ebenfalls einen Tagesabschnitt.
Die Tour de France fuhr er dreimal. 1948 wurde er Siebenter und trug für zwei Tage das Gelbe Trikot. 1949 wurde er 11. des Endklassements und trug das Gelbe Trikot einen Tag, 1950 belegte er den 13. Rang.